# أروى صالح
أروى صالح (توفيت في 7 يونيو 1997) كاتبة وروائية مصرية كانت من أعلام الحركة الطلابية في أوائل السبعينيات في جامعات مصر. تخرجت في كلية آداب جامعة القاهرة، وقدمت كتابات في عدد من الصحف والمجلات الشهيرة، ضاقت بالحياة فانتحرت بإلقاء نفسها من الطابق العاشر في صيف 1997.
انتمت لجيل السبعينات أو ما عرف بجيل الحركة الطلابية ذلك الجيل الذي أشعل المظاهرات في جامعات مصر تأثرا بحركة الطلاب الفرنسية في 1968.

## أعمال
- المبتسرون (فجر ضجة كبير حيث نقلت فيه تحليل لحركة جيل السبعينات ووجهت فيه انتقاداً لاذعاً لنفسها. امتلك الكتاب جرأة وقدرة على التحليل لحركة جيل السبعينات والذي كان في أوج صعوده في مختلف المجالات).
- سرطان الروح (صدر عن دار النهر في 1998، ويضم خلاصة وافية عن أعمالها الغير منشورة حول الانعزالية، الشرود في أحلام اليقظة).[3]
- ترجمة كتاب «نقد الحركة النسوانية» لتوني كليف (تقديم فريدة النقاش).[1]

## وصلات خارجية
- أروى صالح: المثقف عاشقاً